# メタルウルフ
『メタルウルフ』は、2002年6月27日にプリンセスソフトより発売されたドリームキャスト (DC) 専用ゲームソフト。初回限定特典はAM-DVL描き下ろし限定テレカが同梱。
2006年2月23日にはリニューアル版のPlayStation 2 (PS2) 専用ゲームソフト『メタルウルフREV』も発売されており、追加イベントCG50枚以上。初回限定特典はエンディング曲「月光」3ver.を収録した音楽CDが同梱。

## あらすじ
遠い未来、世界は惑星開発公社に支配されていた。
惑星開発公社の下級サラリーマンで、「苦情処理課」に務める北条ミナギはある日、ラリサという記憶を失った少女と出会う。ラリサと出会って少しあと、謎の力を操る「教団」なる組織が現れ、町の平穏を脅かしつつあった。
全てのカギは、ミナギの過去と、ラリサが失った記憶“メタルウルフ”にあった。

## 登場人物
※声の表記はDC版 / PS2版の順。
北条ミナギ（ほうじょう みなぎ）
声：なし
年齡：20歳、身長：179cm、体重：60kg、血液型：B
主人公。惑星開発公社の苦情処理課に勤務するサラリーマン。戦闘能力が高いが、女好き故異性の目を気にして失敗することが多い。
桜瑞葉（さくら みずは）
声：川上とも子 / 友永朱音
年齡：20歳、身長：167cm、体重：47kg、血液型：B
ミナギの同期である女性サラリーマン。戦闘のほかに敵陣営への潜入などを得意とするが、うっかり者でもある。
カルロ
声：福山潤
朝霧火蓮（あさぎり かれん）
声：小林沙苗 / 小林早苗
年齡：18歳、身長：170cm、体重：47kg、血液型：A
主人公。惑星開発公社の苦情処理課に勤務するサラリーマンで、良家の子女。プライドが高く、仕事が早い。心霊写真を苦手としている一面もある。
ジナ
声：北原美和
ラリサ
声：田代有紀
年齡：不明、身長：148cm、体重：36kg、血液型：AB
謎の美少女。大きなリボンが特徴。記憶を失ってうろうろしていたところをミナギと出会う。銃の腕前など、年齢にそぐわない大人びた部分がある。
宇賀神公彦（うがみ きみひこ）
声：川村拓央
年齡：29歳、身長：180cm、体重：68kg、血液型：O
惑星開発公社の特務課に属するサラリーマンで、ウルフを追うべく、二人のメイドとともに旅を続けている。
瓜生かすみ（うりゅう かすみ）
声：増田悠子 / 小林美佐
年齡：不明、身長：160cm、体重：44kg、血液型：A
宇賀神のメイド兼秘書である、黒髪の美少女。彼の命令には忠実である。紅茶が好きで、あまりにもマッチョな男性が苦手。
シンシア・シレイゼル
声：前田ゆきえ
年齡：不明、身長：166cm、体重：46kg、血液型：A
宇賀神のメイド兼秘書である、金髪の美少女。宇賀神の事が大好きで、彼の命令には忠実である。
ウルフ
声：川村拓央
惑星開発公社に追われている謎の殺し屋。
なお、担当声優の川村は高位修道士の声も当てている。
ロズマリー
声：木村まどか
死馬斬（しばざん）
声：大水忠相 / 里見圭一郎
年齡：36歳、身長：196cm、体重：80kg、血液型：AB
ミナギの武術の師匠である人物。詩をこよなく愛している。

課長
声：船木真人
ベルガー
声：藏内芳元 / 蔵内よしはる
クロード
声：岩間淳 / 立花慎之介
以下は『メタルウルフREV』から登場。
東雲咲乃（しののめ さきの）
声：香坂夏希
年齡：不明、身長：164cm、体重：43kg、血液型：AB
サカナ売りをしている少女。活発な性格だが、惑星開発公社に対してネガティブな感情を持っている。
おやっさん
声：杉崎綾子
咲乃にサカナ売りの仕事を任せている、面倒見の良い女性。胸にサラシを巻いている。

## スタッフ
- 原画 - AM-DVL
- 原作・シナリオ - 弓原望、秋タカシ（『メタルウルフREV』のみ）

## 主題歌
「METAL MOON」
作詞・作曲：志倉千代丸 / 編曲：上野浩司 / 歌：tiaraway
『メタルウルフREV』オープニングテーマ。
「月光」
作詞：rino、作曲・編曲：安瀬聖、歌：yozuca*&rino
『メタルウルフREV』エンディングテーマ。

## 小説版
- 『メタルウルフ』（2001年4月1日発売） ISBN 4-08-630031-1
  - 著：弓原望
  - イラスト：AM-DVL
  - 出版社：集英社（集英社スーパーダッシュ文庫）